# 曼努亞人
曼努亞人（英語：Mannaeans，國名馬納）是一支在公元前十世紀至七世紀居於現今伊朗和阿塞拜疆的古代民族。他們與亞述和烏拉爾圖為鄰，而兩國之間的小國如穆薩西爾（Musasir）和齊基爾提（Zikirti）亦在其中。

## 地點
曼努亞人的家鄉位於爾米亞湖東面及南面，大概相當於現今的馬哈巴德。在1956年展開的發掘工作發現了古城哈桑魯，哈桑魯可能是曼努亞人的遺址。最近，在遺址加拉切發現的一塊碑可能與曼努亞人有關。
在被斯基泰人和亞述人擊敗後，剩下來的曼努亞人被邁提尼王國吸納。公元前616年，邁提尼王國被米底王國吞併。

## 種族淵源
根據《伊朗百科全書》所述：
|  | 在曼努亞人當中並沒有人類語言學上的統一性，就像伊朗高原的其他民族一樣，曼努亞人受到伊朗人的滲透。伯默爾對一些人名和地名上的分析需要作出一些修改和擴大。史學家喬治·梅利基什維利認為擁有伊朗血統的曼努亞人只局限在民族的次要部分，但這是不正確的，因為曼努亞人的早期統治者烏達基及阿薩都明顯是古伊朗的名稱。 |

在《圣经》（耶利米书 51：27）中，马纳被称作“米尼”（Minni (מנּי)）：
要在境内竖立大旗，在各国中吹角，使列国预备攻击巴比伦，将亚拉腊，米尼，亚实基拿各国招来攻击她。又派军长来攻击她，使马匹上来如蚂蚱。

## 歷史
馬納王國在公元前850年處於旺盛時期，曼努亞人不是遊牧民族，主要從事農耕和飼養家畜，首府位於伊茲爾達。
到公元前820年代，他們成為了繼古提王朝後第一個佔領這個地區的大國，米底人和波斯人繼其後。當時，曼努亞人是統治階層，可以約束君王的權力。
公元前800年，烏拉爾圖在曼努亞人及亞述人的領土上興建要塞，曼努亞人和烏拉爾圖隨即爆發衝突，在約公元前750年至前730年，曼努亞人把握機會擴張領土，在伊朗蘇（Iranzu）統治時期，曼努亞王國的勢力達到顛峰。
公元前716年，亞述國王薩爾貢二世轉而進攻曼努亞人，當時伊朗蘇的兒子阿薩在烏拉爾圖的干涉下被罷黜。薩爾貢二世順利拿下了伊茲爾達，並在帕爾蘇亞（Parsua，位於今伊朗法爾斯省）駐軍，亞述人利用這個地區來飼養、訓練和買賣馬匹。
根據亞述人的銘文所述，辛梅里安人由黑海沿岸的故土移居到馬納王國，他們在公元前714年首次出現在歷史舞台上，協助亞述人擊敗烏拉爾圖，烏拉爾圖向亞述人投降，並轉而一起打敗辛梅里安人，將他們驅逐出新月沃土。辛梅里安人在公元前705年反抗薩爾貢二世，薩爾貢二世被殺，但辛梅里安人也被擊退。公元前679年，辛梅里安人移居到馬納王國的東面和西面。
史載曼努亞人在公元前676年反抗阿薩爾哈東，試圖中斷亞述與殖民地帕爾蘇亞之間的馬匹貿易。
雖然要向亞述人輸貢，但馬納王國國王阿赫沙里繼續進行領土擴張。公元前660年，曼努亞人在戰爭裡大敗予亞述人，使國內爆發內戰，內戰一直持續到阿赫沙里去世。公元前七世紀，曼努亞人再被打敗了烏拉爾圖繼而被亞述人擊退的斯基泰人擊敗，這次戰敗進一步使馬納王國分裂。
阿赫沙里的繼承人、亞述王國的附庸烏亞里聯合亞述人對抗米底人，當時米底人盤據在黑海東南海岸，反抗亞述人的支配。米底人和波斯人都先後被亞述人征服。統治這個地區長達300年的亞述帝國在公元前627年亞述巴尼拔逝世後爆發內戰並開始瓦解，動盪局勢令米底人得以擺脫亞述人的支配，並以波斯人、曼努亞人及埃蘭人為代價使他們成為了古伊朗的重要勢力。米底人在公元前616年徹底征服馬納王國，吸收了其國民。

## 註腳
1. ↑  Isgenderli 2011，第22頁
2. ↑  Collins 2008，第145頁
3. ↑  Rice 1965，第67頁
4. ↑  Yousef Hassanzadeh. . antiquity.ac.uk. 2006  [September 5, 2011]. （原始内容存档于2015-03-17） （英语）.
5. ↑  . Encyclopedia Iranica.   [September 5, 2011]. （原始内容存档于2019-09-03） （英语）.
6. ↑  Houtsma 1993，第456頁
7. ↑  Brugsch et al. 1869，第98頁
8. ↑  Waterman & Harper 1936，第75頁
9. ↑  Kristensen 1988，第7頁
10. ↑  Çilingiroğlu & Salvini 2001，第21頁
11. ↑  Tsetskhladze 2005，第236頁

## 外部連結
- （英文）曼努亞藝術 （页面存档备份，存于）
- （英文）曼努亞王國 （页面存档备份，存于）
- （英文）曼努亞人的釉磚 （页面存档备份，存于）